# Enquadramento (cinema)
Enquadramento é a ação de selecionar determinada porção do cenário para figurar na tela. Assim, a depender do enquadramento, uma paisagem pode aparecer com mais céu, mais árvores, mais água. Uma pessoa pode aparecer inteira na tela, ou pode-se optar por mostrar apenas seu rosto.